# Amblyocarenum walckenaeri
La araña trampera (Amblyocarenum walckenaeri), es una araña migalomorfa de la familia Nemesiidae. Habita únicamente en la porción mediterránea de la península ibérica; aunque, también se ha realizado alguna observación puntual en la Islas Baleares. Es una araña relativamente difícil de ver, y comúnmente se la confunde con la araña negra de los alcornocales (Macrothele calpeiana), mucho más común. La diferencia entre estas dos reside en que A. walckenaeri tiene ausencia de hileras (o están muy reducidas) además de su abdomen más bien redondeado y parduzco.
Son arañas relativamente agresivas, si se les molesta adquieren una posición de ataque mostrando los queliceros; pero aunque sean venenosas, son inofensivas para los humanos.

## Morfología
Por ser del suborden de los migalomorfos poseen unos quelíceros que no se cruzan entre sí. Son arañas grandes y de tono oscuro con el abdomen redondeado con tonos parduzcos. 
Como es común en las arañas hay dimorfismo sexual. El abdomen de los machos más pequeño y más oscuro que el de las hembras, que le tienen más sonrosado.

## Ecología
Esta araña vive en nidos tubulares cavados directamente en el terreno o en grietas naturales. Tapizan estas cavidades con tela que ellas mismas producen. Se alimentan de grillos, saltamontes y otros insectos que capturan directamente desde su nido inoculando el veneno de sus quelíceros.
De julio a septiembre, los machos abandonan sus nidos buscando a las hembras para reproducirse.